# Wilt Chamberlain
Pour les articles homonymes, voir Chamberlain et Big Dipper.
Wilton Norman Chamberlain, dit Wilt Chamberlain, Wilt the Stilt et The Big Dipper, né le 21 août 1936 à Philadelphie (Pennsylvanie) et mort le 12 octobre 1999 à Bel Air (Californie) est un joueur professionnel américain de basket-ball qui a évolué au poste de pivot dans les années 1960 et au début des années 1970. Considéré comme l'un des plus grands joueurs de l'histoire du basket-ball américain, il domine les autres joueurs à son poste dans la National Basketball Association (NBA). S'il est considéré individuellement comme le plus fort, Wilt Chamberlain ne peut empêcher les défaites successives de ses équipes contre les Celtics de Boston emmenés par le pivot Bill Russell. La rivalité entre les deux pivots est l'une des plus célèbres de l'histoire de la NBA.
Les échecs répétitifs de Wilt Chamberlain avec les Warriors de Philadelphie et les Warriors de San Francisco lui créent une réputation de perdant. Il est transféré aux 76ers de Philadelphie en 1965. De retour dans sa ville natale, il fait évoluer son style de jeu. Plus collectif, il y remporte son premier titre de champion de la NBA en 1967. Échangé aux Lakers de Los Angeles après un désaccord financier avec Philadelphie, il y termine sa carrière d'une manière mitigée. Son intégration à Los Angeles avec les autres vedettes n'est pas à la hauteur des attentes. Après un nouvel échec en finale contre les Knicks de New York et Willis Reed en 1970, le pivot vedette de la NBA remporte un second titre de champion en 1972 et met fin à sa carrière.
Chamberlain est le premier géant de l'histoire du basket à faire preuve d'agilité. Sa taille (2,16 m) lui donne un avantage sur ses adversaires. À sa mort, son coéquipier Jerry West affirme qu'il est « plus grand que son sport ». Surnommé « Wilt the Stilt » (l'échassier) puis « The Big Dipper », il détient encore aujourd'hui plus de soixante-dix records de la NBA. Les plus fameux sont le record de points dans un match de la NBA avec 100 points le 2 mars 1962 contre les Knicks de New York, et un des trois seuls double-triple-double réalisés à ce jour (les autres ayant été réalisés par Russell Westbrook en avril 2019 et Nikola Jokić en mars 2025).
Il a popularisé le dunk, geste qui consiste à claquer le ballon dans le cercle, et a développé la technique du finger roll. Il maîtrisait également la technique dite du bras roulé. Après une brève carrière d'entraîneur, Wilt Chamberlain se retire du monde du basket-ball. Il meurt à l'âge de 63 ans.

## Biographie

### Jeunesse
Wilton Norman Chamberlain naît le 21 août 1936 à Philadelphie, en Pennsylvanie. À sa naissance, il pèse 3,95 kg et mesure 56 cm. Issu d'une famille de neuf enfants,, il n'est pas destiné à devenir un homme ayant une taille hors normes, étant donné que de ses deux parents, seule sa mère est connue pour être une femme de grande taille, en mesurant 1,77 m. Enfant, Wilt Chamberlain est proche de mourir d'une pneumonie et doit rater une année scolaire pour se guérir. Quatrième plus jeune enfant de la famille, il se retrouve au même niveau scolaire que sa sœur Barbara dont il est très proche.
À l'école élémentaire George Brooks, Wilt Chamberlain commence par pratiquer l'athlétisme et particulièrement la course sur piste. Il est sélectionné pour participer aux Penn Relays, compétition annuelle organisée par l'université de Pennsylvanie sur le Franklin Field de Philadelphie. Dernier relayeur, il mène son équipe à la victoire.
Alors qu'il n'est âgé que de dix ans, Wilt Chamberlain mesure déjà 1,84 m. Il prend conscience de l'avantage que lui offre sa taille au basket-ball. Wilt commence à y jouer au Haddington Recreation Center où des joueurs plus âgés prennent Chamberlain et ses amis sous leurs ailes. À treize ans, Wilt Chamberlain passe son temps à jouer pour de nombreuses équipes. En plus des matchs joués à Haddington, il évolue pour le YMCA, dans la ligue d'été de Narberth et pour les églises Mt Carmel Baptist. Il joue également pour l'équipe de basket-ball intrascolaire du collège Shoemaker en 1951.

### Études secondaires

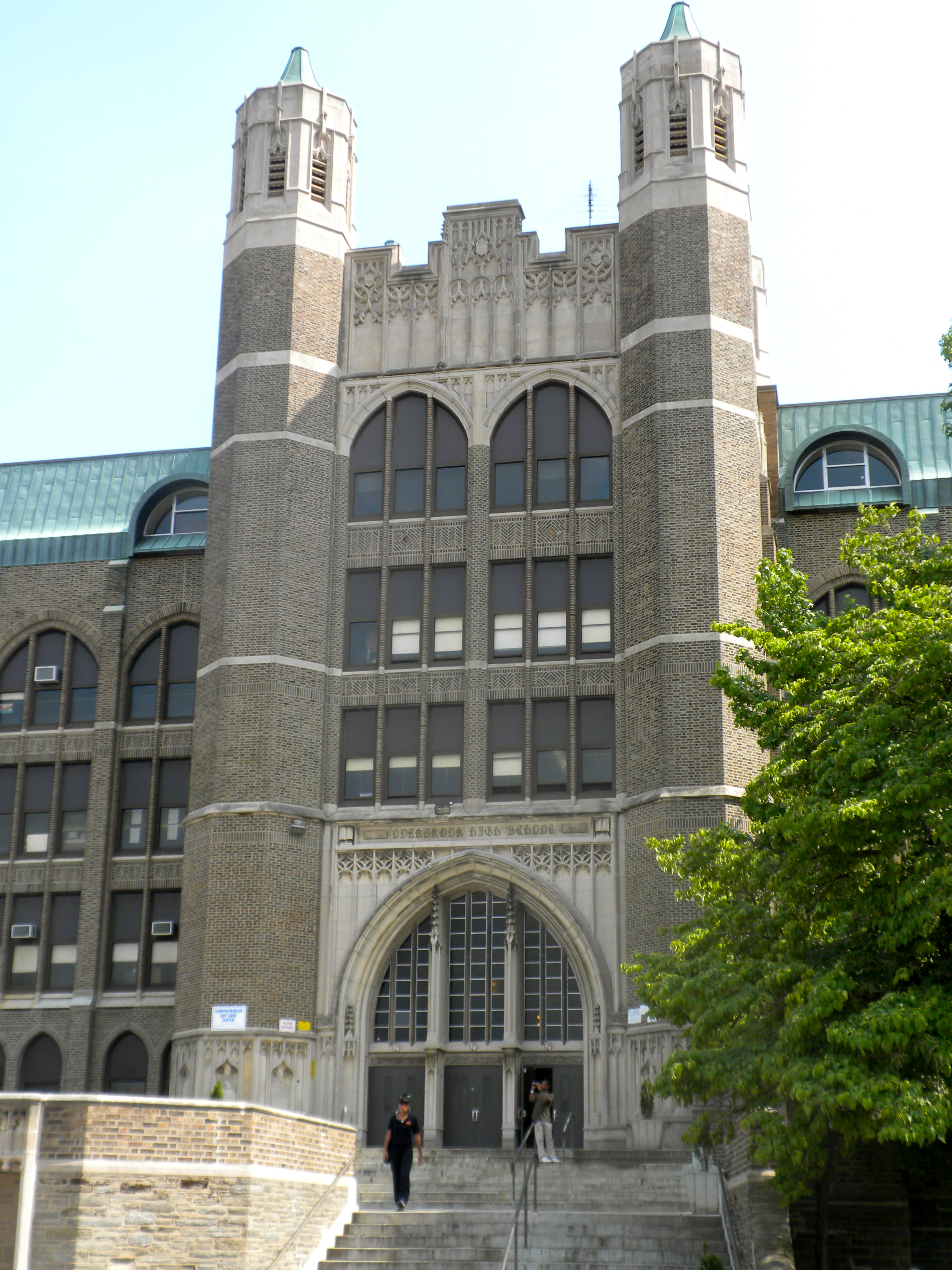
Wilt Chamberlain gagne ses premiers titres avec le lycée d'Overbrook.

À 15 ans, Wilt Chamberlain mesure 2,11 m quand il entre à la célèbre Overbrook High School (en) de Philadelphie. À son arrivée, Wilt souhaite briser les règles et jouer avec le numéro 13 qui n'est pas utilisé dans les années 1940 et 1950 par superstition. Mais Overbrook n'a pas de numéro 13, Wilt doit choisir un autre numéro de maillot et opte pour le numéro 5.
Lors de la saison 1953, la première année de la scolarité de niveau secondaire de Wilt Chamberlain, le jeune joueur termine avec une moyenne de 31 points par match. L'équipe emmenée par Chamberlain ne perd qu'une de ses douze rencontres en saison régulière. Cette défaite a lieu contre l'équipe de l'école secondaire Benjamin Franklin emmenée par Claude Gross qui inscrit 32 points,. Overbrook surclasse Lincoln 72 à 56 en demi-finale du championnat des écoles publiques. En finale, l'équipe de Chamberlain glane son quatrième titre en six années en battant la Northeast High School (Philadelphia) (en) 71 à 61. Wilt Chamberlain participe à la conquête de son premier titre en inscrivant 34 points en finale avec un 10 sur 15 aux lancers francs. Overbrook rencontre la West Catholic High School (en), champion en titre de la ville. L'équipe catholique décide de s'adapter à Chamberlain, elle tire plus haut pour éviter ses contres et place quatre joueurs sur le géant en phases défensives. Malgré ce traitement particulier, Wilt marque 26 des 42 points de son équipe mais ce sont les West Catholic Burns qui remportent le titre de champion de la ville de Philadelphie (54 à 42).
Après la saison, Chamberlain joue un match contre d'anciens joueurs universitaires sous un faux nom. Comme de nombreux jeunes joueurs, il ne veut pas que son entraîneur sache qu'il dispute des rencontres dans lesquelles il peut se blesser. En plus, il est payé 10 $, ce qui représente une violation des règles de la NCAA qui se veut amateur. Wilt Chamberlain enchaîne la saison de basket-ball par celle d'athlétisme. Il devient champion de saut en hauteur des écoles publiques en 1953.
Lors de la deuxième saison, Wilt Chamberlain réalise son plus bas total de points en une rencontre d'établissements secondaires avec 12 unités contre Frankford. Le jour suivant, il inscrit 71 points contre Roseborough, le nouveau record des écoles publiques et égalant le record de l'État.
Ses records sont toujours dans les tablettes et ses performances athlétiques laissent déjà pantois : 36,9 points de moyenne, 48,8 s au 400 m, et un saut de 2,06 m en hauteur.

### Carrière universitaire
À l'université, il apprend le basket-ball et découvre le racisme, étant donné que dans cette ville[Laquelle ?] il y a des endroits qui sont encore interdits à la communauté afro-américaine, par exemple les cafés et les restaurants. La situation s'améliore progressivement pour Chamberlain car il est la vedette de l'équipe de basket-ball des Jayhawks de l'université du Kansas.
Chamberlain et ses 2,16 m sont très difficiles à arrêter pour les défenses adverses. Face à lui toutes formes d'oppositions sont inutiles et réduites à néant, il domine les défenses adverses. Dès sa première rencontre universitaire, il inscrit 52 points et récupère 31 rebonds, deux records pour l'université du Kansas,,. Sa domination sur le championnat universitaire est telle que cela engendre la haine du Ku Klux Klan. Le Final Four du tournoi de basket-ball universitaire américain de 1957 se déroule au Texas, un État du sud des États-Unis où règne alors la ségrégation raciale. Afin de préserver Wilt Chamberlain de toutes mauvaises rencontres, l'équipe de basket-ball de l'université du Kansas loge dans un motel éloigné du centre-ville de Dallas. Malgré cela, la nuit de la veille de la finale contre les Tar Heels de la Caroline du Nord, des membres du Ku Klux Klan viennent avec une croix enflammée devant la fenêtre de sa chambre, et par la suite, ils profèrent des injures racistes.
Le lendemain, il échoue en finale devant les Tar Heels mais est désigné meilleur joueur de la finale. En 1957, il quitte l'université en fin de sa troisième année ; le basket universitaire et son système de jeu le lasse, mais il ne peut intégrer la NBA car il n'a pas l'âge d'être sélectionné. Il devient professionnel au sein des Globetrotters de Harlem, la célèbre troupe menée par Abe Saperstein. Il joue meneur de jeu. Du fait de sa taille, il n'apprécie pas le poste. Jouer au basket-ball avec les Globetrotters lui a fait beaucoup de bien sur le plan psychique et offre à Chamberlain une bouffée d'oxygène.

### Carrière professionnelle

#### Recrutement
Ed Gotlieb, le patron des Warriors de Philadelphie, est le premier à comprendre que Chamberlain va révolutionner le basket-ball, et afin d'avoir Chamberlain dans son équipe après ses études universitaires, il contribue à la mise en place en 1955 par la NBA d'une règle qui consiste à ce qu'un club soit d'abord favorisé sur un joueur ayant joué dans son État (cette règle disparaît des années plus tard) ; chassé par tous les scouts d'Amérique, après rapide réflexion, il intègre la fameuse université du Kansas, où l'entraîneur de l'équipe de basket-ball est Dick Harp, le successeur de Phog Allen.

##### «Entrée fracassante en NBA» (1959)
Wilt Chamberlain intègre en fanfare la NBA en 1959. Les dirigeants profitent de l'intérêt engendré par son arrivée en NBA pour étendre la saison de 72 à 75 rencontres. En plus, la NBC diffuse à la télévision des rencontres du championnat le samedi et le dimanche,.
Wilt Chamberlain n'a pas un physique colossal. Il est au contraire gracile et élancé. Il débarque chez les professionnels avec un poids de 110 kg mais paraît trop mince pour sa taille de 2,16 m. Certes, il a des épaules larges, mais pour sa taille, ses jambes sont démesurément longues et maigres. Elles évoquent des échasses d'où son surnom Wilt the Stilt.
Le 24 octobre 1959, Wilt Chamberlain réalise ses débuts en NBA au Madison Square Garden face aux Knickerbockers de New York. Avec 43 points marqués, 28 rebonds pris et de nombreux tirs bloqués, Wilt mène les Warriors à une victoire 118 à 109. Pendant ce match, les spectateurs sceptiques du Madison Square Garden sont convaincus par les dunks spectaculaires de leur recrue vedette. C'est en souvenir de ce match et de la démonstration de force de Wilt Chamberlain lors de son premier match que les spectateurs du Madison Square Garden disent à chaque nouveau pivot dominant qui rentre en NBA de devenir un nouveau Wilt Chamberlain.
Une semaine plus tard, le 31, Chamberlain inscrit 36 points et réalise 34 rebonds devant 9 112 spectateurs, record d'affluence de la franchise. Lors de son troisième match, il établit le nouveau record de rebonds de la franchise avec 40 rebonds contre les Nationals de Syracuse.

##### Début de la rivalité avec Russell (1959-1960)

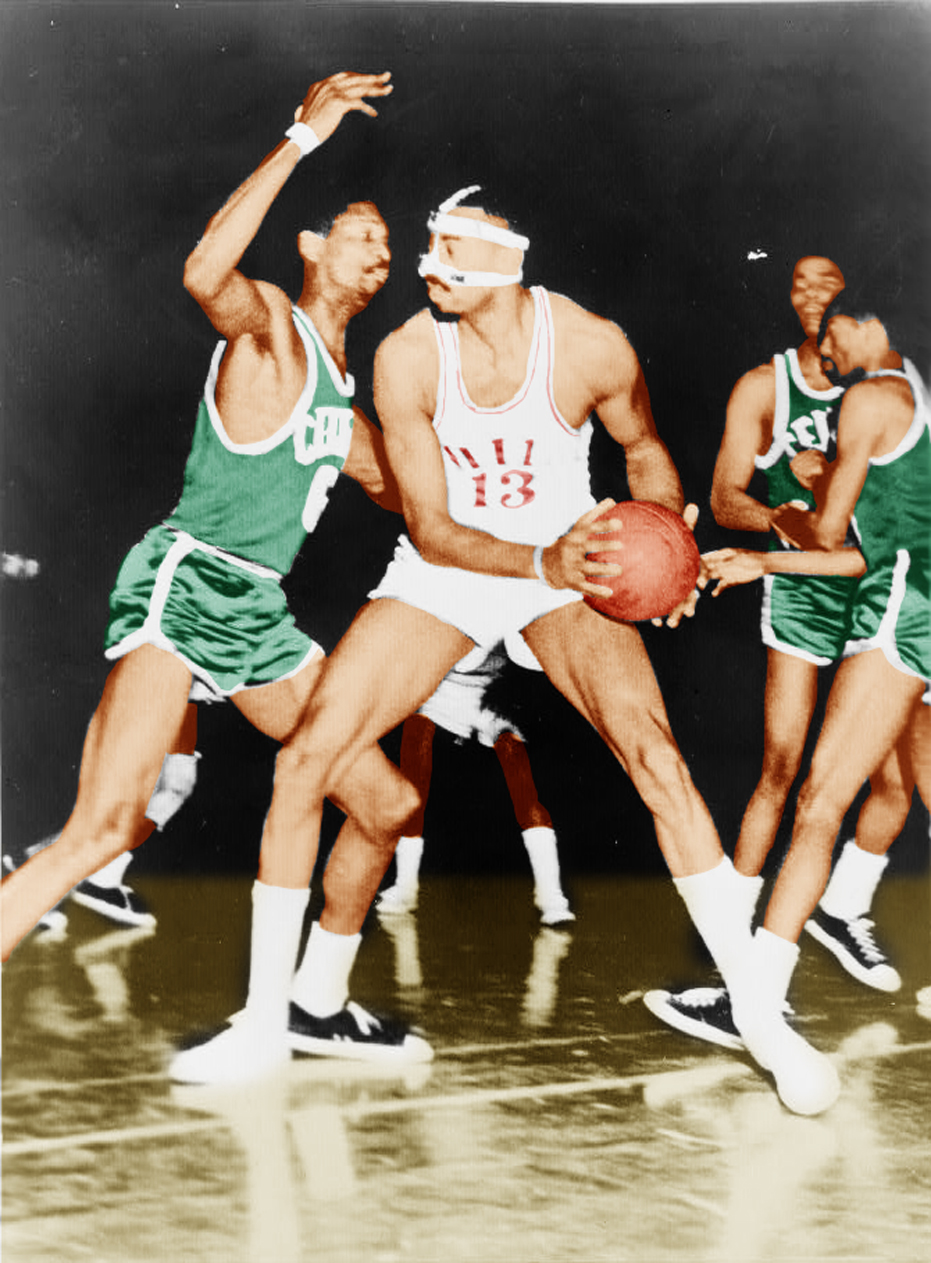
Wilt Chamberlain, balle en main, face à Bill Russell en défense.

Lors de son quatrième match de la saison, Wilt Chamberlain rencontre les Celtics de Boston de Bill Russell. Chamberlain domine Russell en termes de points avec 30 unités contre 22. Cependant, il est dominé aux rebonds par le pivot des Celtics qui prend 36 rebonds, soit huit de plus que Wilt. À la fin de la partie, Boston remporte le match. Après cette partie, Bill Russell dit de Wilt Chamberlain qu'il est incroyable. De son côté, Chamberlain dit de Russell qu'il est terrifiant. Les Warriors et les Celtics se rencontrent 13 fois lors de la saison. Lors de la deuxième rencontre entre les deux équipes, Chamberlain domine nettement Russell avec 45 points et 35 rebonds, menant Philadelphie à la victoire 123 à 113.
Dominant dès ses débuts, Wilt Chamberlain est la cible de ses adversaires et de leurs coups. En février 1960, il reçoit un coup de Clyde Lovellette dans la mâchoire. Chamberlain perd deux dents de devant à la suite du mauvais geste du joueur de Saint-Louis. Avec seulement deux heures de sommeil et sans avoir pu manger lors des 24 dernières heures, Wilt Chamberlain participe au match suivant contre Détroit contre la volonté de son entraîneur Johnston. En marquant 41 points, Chamberlain mène tout de même son équipe à la victoire. Après son 56e match en NBA, il bat déjà le record de points dans une saison. Deux semaines plus tard, Philadelphie joue Boston au Madison Square Garden et Wilt marque 53 points.
L'affluence du championnat augmente de 500 000 spectateurs par rapport à la saison avant l'arrivée de Chamberlain en NBA. Qualifiée en deuxième place de la conférence Est derrière Boston, la franchise de Philadelphie est qualifiée pour les séries éliminatoires. En demi-finale de conférence, Chamberlain et son équipe dominent Syracuse. Les Celtics de Boston de Bill Russell sont leurs adversaires en finale de conférence. Lors de la troisième rencontre de la série, alors que les deux équipes sont à égalité avec une victoire chacune, Wilt Chamberlain se casse des articulations à la main droite à la suite d'une altercation avec Tom Heinsohn. Il n'inscrit que 12 points à cause de cette blessure et Boston prend l'avantage en remportant la partie. Toujours diminué, le pivot de Philadelphie marque 24 points lors de la quatrième rencontre, ne pouvant éviter la défaite de son équipe. Chamberlain réalise une exceptionnelle performance lors du match 5 avec 50 points. Les Warriors diminuent l'écart mais les Celtics obtiennent leur place en finale dès la sixième partie en battant l'équipe de Chamberlain sur un panier à la dernière seconde de Heinsohn. Les Celtics de Boston remportent ensuite le titre de champion NBA, le deuxième de suite.

##### Un pivot récompensé et dominant (1960-1961)

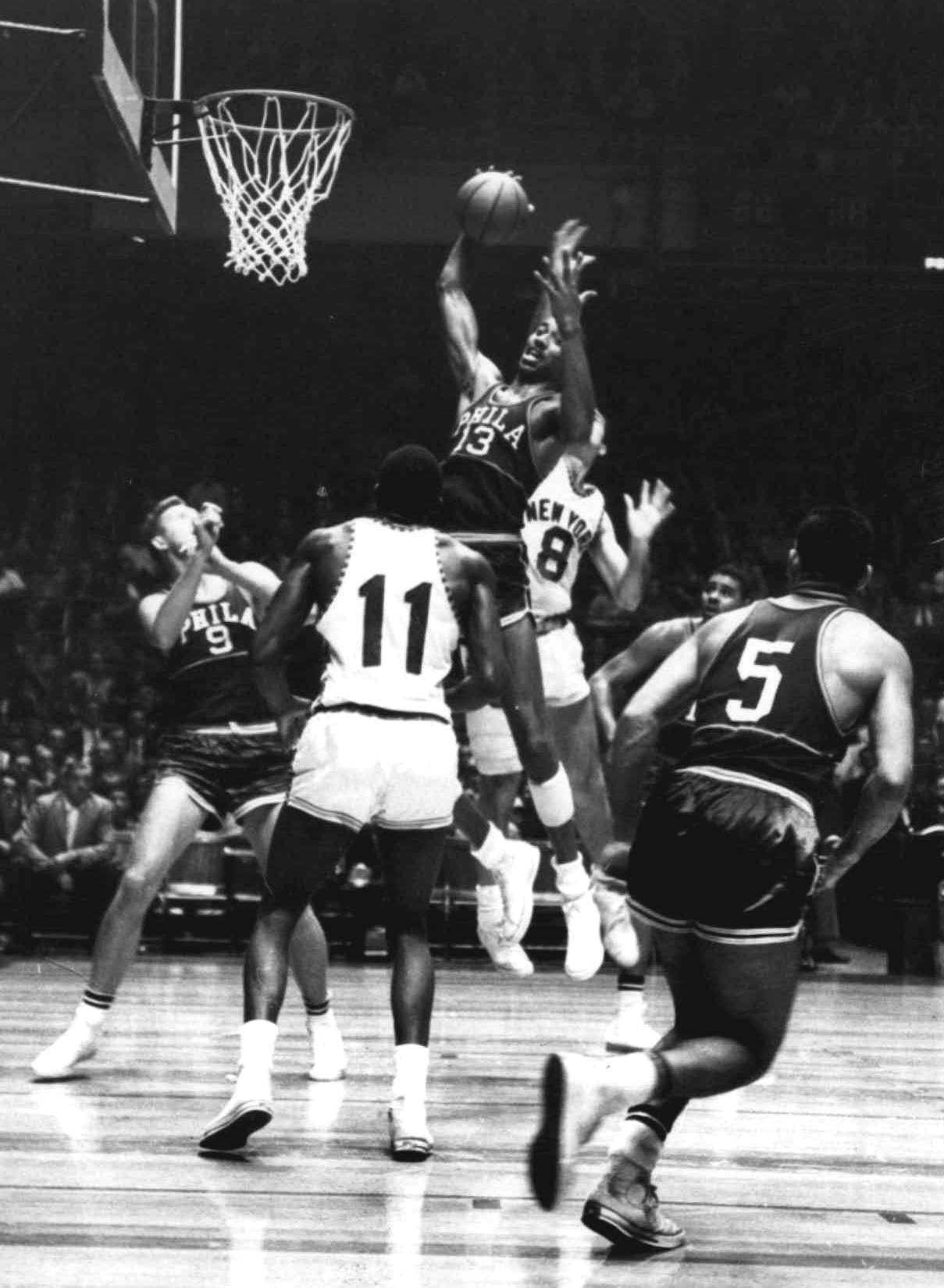
Wilt Chamberlain attrapant un rebond en 1960, alors qu'il domine la NBA dans ce secteur du jeu.

À la fin de sa première année en NBA, Wilt Chamberlain a déjà marqué l'histoire du championnat. Avec huit records NBA battus en une saison, il obtient les récompenses de NBA Rookie of the Year et NBA Most Valuable Player (MVP), soit meilleur débutant et meilleur joueur du championnat. Il devient le premier à obtenir les deux récompenses lors de la première année dans le championnat. Wilt Chamberlain domine la ligue avec 37,6 points de moyenne, pulvérisant le record de 29,2 points de Bob Pettit. Il ne devient pas seulement le premier joueur à marquer plus de 30 points en moyenne, il est le meilleur rebondeur de la NBA avec 27 rebonds de moyenne en devançant Bill Russell (24 rebonds de moyenne). Enfin, Chamberlain reçoit le NBA All-Star Game Most Valuable Player Award récompensant le meilleur joueur du NBA All-Star Game.
Malgré ces récompenses, Wilt Chamberlain annonce après la défaite contre Boston en fin de saison vouloir quitter la NBA pour des raisons financières,. Les Harlem Globetrotters souhaitent le recruter à long terme mais il ne réalise qu'une tournée en Europe avec l'équipe. Chamberlain signe finalement un contrat de trois ans avec les Warriors de Philadelphie pour 65 000 dollars, faisant de lui l'un des athlètes américains les mieux payés.
La saison suivante, l'impact de Chamberlain est encore plus important, il termine à nouveau meilleur marqueur de la ligue, battant son précédent record avec 38,4 points par match soit 32 % des points de son équipe. Le 24 novembre 1960, il prend 55 rebonds face aux Celtics de Boston de Bill Russell,. Avec un peu plus de 27 rebonds en moyenne lors de la saison régulière, Chamberlain bat le record de la NBA. Malgré ses nouveaux records, son équipe est éliminée en demi-finale de conférence en trois matches à zéro par les Syracuse Nationals. Les Celtics de Boston et Bill Russell remportent leur troisième titre NBA consécutif.
Après l'échec lors des séries éliminatoires de la saison 1960-1961, le propriétaire de la franchise de Philadelphie Eddie Gottlieb renvoie l'entraîneur Neil Johnston et recrute Frank McGuire. Pendant l'intersaison, Wilt prend à nouveau la route avec les Harlem Globetrotters puis passe quelque temps dans une grande maison qu'il a offert à ses parents à Philadelphie.

#### Performances individuelles exceptionnelles

##### La saison historique (1961-1962)
Lors de la saison 1961-62, Wilt Chamberlain est exclu pour la première fois de sa carrière à la suite de deux fautes techniques pour des insultes envers les arbitres. Il rate 8 minutes et 33 secondes, les seuls moments de la saison des Warriors de Philadelphie sans son pivot vedette sur son terrain. Wilt est présent de la première à la dernière seconde de toutes les autres rencontres.
Les performances sportives de Wilt Chamberlain sont exceptionnelles, et sa régularité à réaliser des matchs de très haut niveau lui fait battre de nombreux records cette saison-là. Le 8 décembre 1961, il bat le record du nombre de points en une rencontre avec 78 points contre les Lakers de Los Angeles mais Philadelphie perd après trois prolongations. Après ce match, son entraîneur Frank McGuire avait prédit qu'il peut marquer 100 points en un match. Entre le 16 et le 29 décembre, Wilt Chamberlain réussit une série de sept rencontres avec plus de 50 points marqués. Le 13 janvier 1962, il marque 73 points en 48 minutes contre les Bulls de Chicago. Au mois de février, il continue sa série de cartons en marquant successivement en quatre rencontres : 65, 67, 65, et 61 points.
Le point d'orgue de cette saison est le record de 100 points que Wilt Chamberlain réalise contre les Knicks de New York le 2 mars 1962 à Hershey, en Pennsylvanie, devant 4 124 spectateurs. À la mi-temps, Chamberlain a déjà marqué 41 points et le score est de 79 à 68 en faveur de son équipe. Il bat son précédent record en inscrivant son 79e point d'un fadeaway depuis la ligne de lancer franc sur une passe de Guy Rodgers. À quelques minutes du terme du match, le joueur new-yorkais Darrall Imhoff est exclu à cause d'un trop grand nombre de fautes qu'il a effectué sur Chamberlain. Les coéquipiers de Chamberlain font alors un grand nombre de fautes pour gagner du temps et avoir le plus de possessions possibles. Après deux nouveaux fadeaway et un dunk dans les dernières minutes de la partie, il se retrouve avec 98 unités. Les supporters sont debout et crient dans un stade où une importante tension règne. Wilt rate d'abord un tir de la ligne de lancer franc, puis est trouvé par Joe Ruklick mais rate à nouveau la cible. Chamberlain prend le rebond et rate à nouveau. Toujours en possession de la balle, les Warriors font tourner puis Ruklick trouve Chamberlain sous le panier qui prend la balle à deux mains et dunk.
Deux jours plus tard, les Warriors de Philadelphie et les Knicks de New York se rencontrent à nouveau et Chamberlain inscrit 58 points. Il termine la saison par marquer 30, 44 puis 34 points, baissant sa moyenne de points par match qui s'établit à 50,4 points qui reste le record NBA. Cette année-là, sur 80 rencontres, il marque un total record de 4 029 sur la saison régulière, et prend 25,4 rebonds par match.
En playoffs, la franchise de Philadelphie et Wilt Chamberlain rencontrent les Celtics de Boston en finale de conférence Est. Chamberlain marque 33 points puis 41 unités lors des deux premières rencontres de la série. Lors du match 5, une bagarre éclate entre les deux équipes, Sam Jones prend même une chaise pour se protéger de Wilt Chamberlain puis la repose et court. Les deux équipes gagnent trois matchs chacune, et doivent s'affronter lors d'une rencontre décisive à Boston. Sam Jones marque un panier décisif à la dernière seconde pour une victoire 109 à 107 des Celtics.
La domination de Chamberlain est telle qu'elle incite la NBA à modifier certaines règles : élargissement de la raquette de 3,66 m à 4,88 m, interdiction du goaltending en attaque et des remises en jeu au-dessus du cercle, interdiction de la prise d'élan pour tirer les lancers francs

##### Déménagement à San Francisco et première saison négative (1962-1964)
En mai 1962, Ed Gotlieb cède la franchise des Warriors de Philadelphie à un groupe d'hommes d'affaires pour une somme record de 850 000 $. Les Warriors déménagent de Philadelphie à San Francisco. Le principal investisseur Matty Simmons et son partenaire Len Mogul misent sur l'assurance que Chamberlain peut emmener l'équipe en playoffs de nombreuses années encore. La franchise est bouleversée par ce changement. De nombreux joueurs restent sur la côte Est des États-Unis, laissant Wilt Chamberlain et la franchise s'installer à l'Ouest sans eux. L'entraîneur Frank McGuire ne suit pas non plus la franchise et est remplacé par Dolph Schayes.
Les performances individuelles de Chamberlain restent très bonnes, il termine à nouveau meilleur marqueur de points du championnat avec une moyenne de 44,9 unités par rencontre avec un pourcentage de réussite au tir de 53 %. Sa saison est marquée par des performances exceptionnelles. Le 3 novembre 1962, il marque 72 points contre les Lakers de Los Angeles. Chamberlain réussit également à inscrire 70 points contre Syracuse le 10 avril 1963.
Mais la première saison de l'équipe à l'Ouest est difficile, la franchise finit la saison avec un bilan négatif de 46 défaites pour 31 victoires et rate les playoffs. Le pari des investisseurs est perdu et les conséquences financières sont importantes. La franchise est en déficit et l'affluence au Cow Palace descend même jusqu'à 1 669 spectateurs. Simmons et une partie des investisseurs cèdent leurs actions à Mieuli qui devient le principal propriétaire.
Durant la saison 1963-1964, il domine la ligue avec 36,9 points par match, et prend 22,3 rebonds par match, son équipe se qualifie pour les séries éliminatoires, et perd par 1 victoire et 4 défaites en finale des playoffs face aux Celtics de Boston de Bill Russell.

#### Aboutissement individuel et collectif à Philadelphie

##### Transfert aux Sixers de Philadelphie (1964-1966)

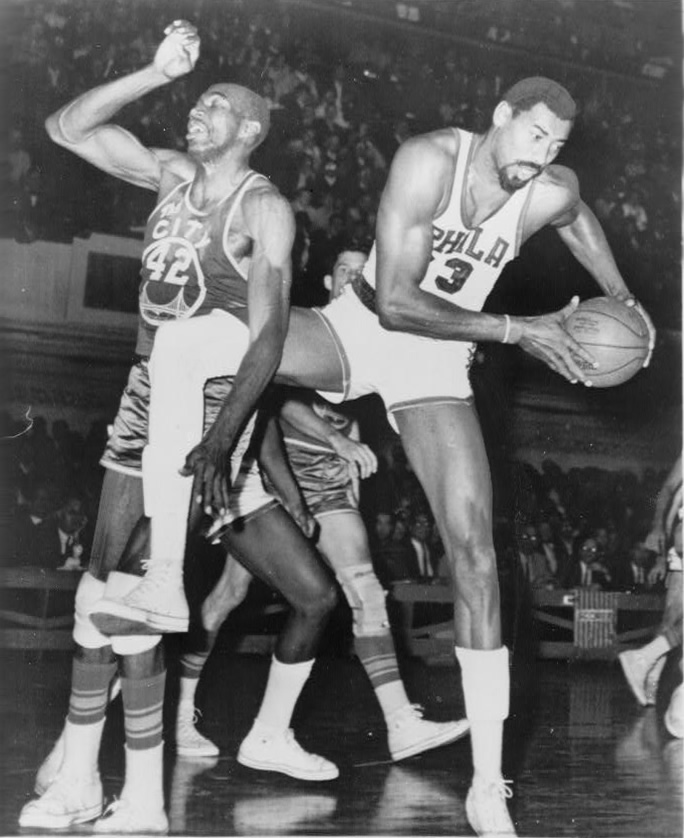
Nate Thurmond et Wilt Chamberlain se battant pour l'obtention du ballon.

Quelques jours après le All-Star Game 1965, Wilt Chamberlain est transféré de San Francisco aux 76ers de Philadelphie contre trois joueurs et 150 000 dollars ou 300 000 dollars. Pour Chamberlain, ce transfert est un retour dans sa ville natale.
À la fin de la saison 1964-1965, les Sixers terminent troisième de la division Est derrière les Celtics de Boston et Cincinnati Royals. Wilt Chamberlain domine à nouveau la ligue avec 34,7 points par match et en plus prend 22,9 rebonds par match. Les Sixers de Philadelphie battent Cincinnati en demi-finale de conférence Est par 3 victoires à 1. Philadelphie rencontre à nouveau les Celtics de Boston et son rival Bill Russell en finale de conférence. Les deux équipes se sont déjà rencontrées à dix reprises lors de la saison régulière, chacune remportant cinq rencontres à domicile. Après un premier succès des Celtics, les 76ers égalisent grâce à une grande performance de Chamberlain avec 30 points, 39 rebonds et 8 contres.
Alors que la nouvelle franchise de Philadelphie est menée 3 victoires à 2, la défense de Wilt Chamberlain qui bloque consécutivement des tirs de Russell et Tom Heinsohn malgré ses cinq fautes, permet à son équipe d'égaliser à trois manches partout. Le dernier match se déroule au Boston Garden, salle des Celtics qui ont terminé avec un meilleur bilan lors de la saison régulière et bénéficient donc de cet avantage. La rivalité entre Chamberlain et Russell est importante et les deux pivots réalisent un grand match. Avec 12 tirs réussis sur 15 tentés, Chamberlain inscrit 30 points et grappille 32 rebonds. Après avoir inscrit deux lancers francs, Wilt dunk sur Russell pour donner un avantage d'un point à son équipe. Il ne reste que cinq secondes et Russell perd le ballon qui part en touche. Dolph Schayes prend un temps mort et demande à ses joueurs de faire tourner la balle, Chamberlain ne doit pas toucher la balle pour ne pas avoir à tirer de lancers francs et se place au rebond à la demande de son entraîneur. Le jeu reprend et avant que Philadelphie ne tire, John Havlicek intercepte la balle et offre la victoire 110 à 109 aux Celtics. Les Sixers de Philadelphie perdent 4 à 3, une cinquième défaite face à son rival, et Wilt Chamberlain voit ses rêves de titre s'envoler.
Wilt est recruté par ABC-TV pour commenter la retransmission télévisée en couleur de la finale entre les Celtics de Boston et les Lakers de Los Angeles. Wilt Chamberlain ne s'entend pas avec Schayes. En juin 1965, il est sanctionné par la NBA pour avoir signé une série en deux parties d'articles critiquant la NBA, son entraîneur et les propriétaires de franchise dans Sports Illustrated,. Schayes est renvoyé et remplacé par Alex Hannum qui recrute le pivot Nate Thurmond peu après son arrivée au club. Hannum a un rôle important et sa bonne entente avec Wilt Chamberlain est un facteur clef de la réussite lors de la saison 1963-1964, alors qu'il avait succédé à Schayes à la tête des Warriors.
La saison suivante, pour la septième année consécutive, il domine la ligue pour la moyenne de points marqués avec 33,5 points de moyenne, il prend 24,6 rebonds par match, et perd à nouveau en finale de conférence par 1 victoire et 4 défaites face à son rival.

##### Champion NBA (1966-1967)

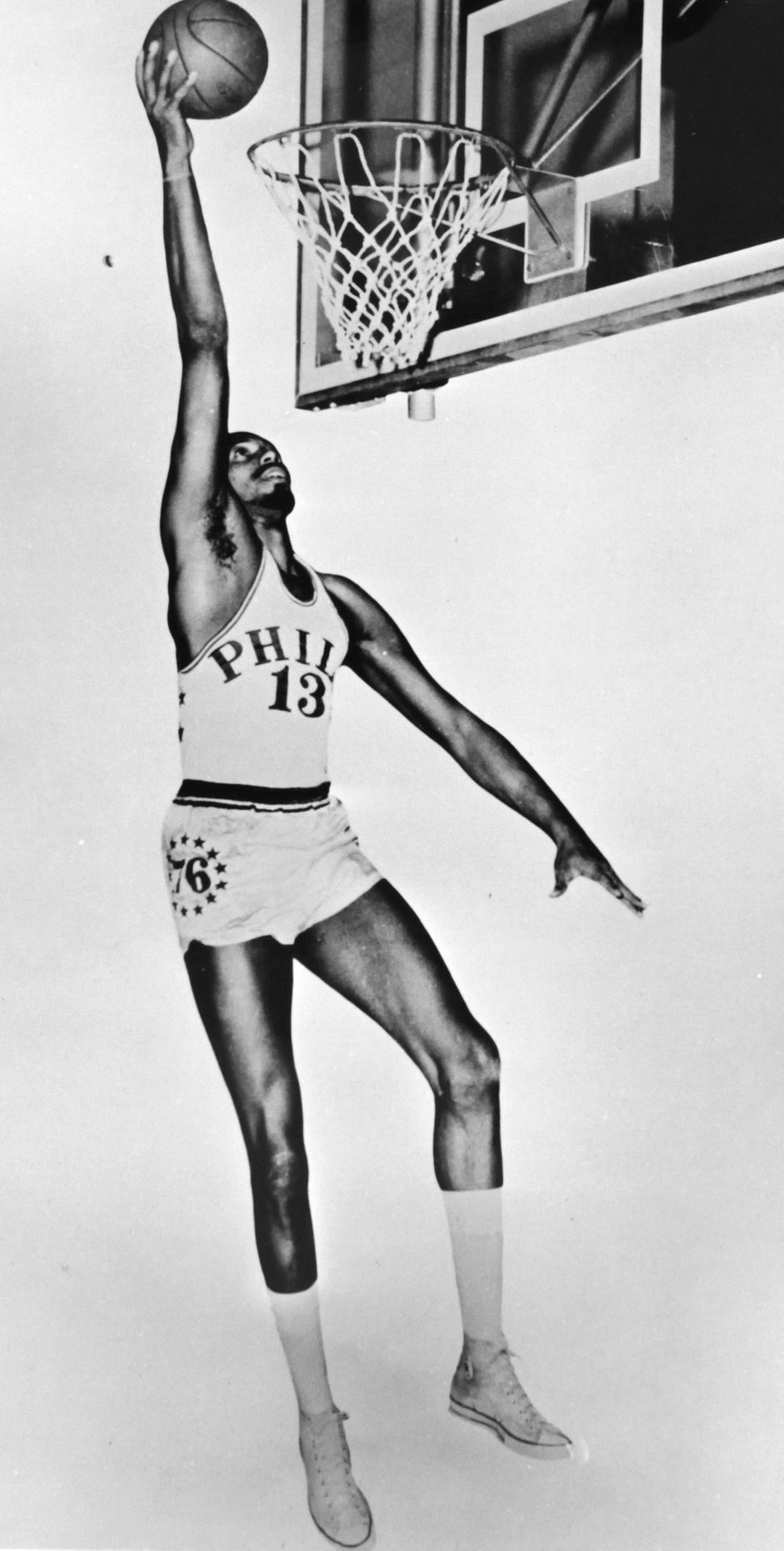
Wilt Chamberlain en 1967, sous le maillot des Sixers de Philadelphie.

Lors de la saison 1966-1967, les titulaires de l'équipe sont Wilt Chamberlain au poste de pivot, les intérieurs Chet Walker et Luke Jackson, les joueurs extérieurs Hal Greer et Wali Jones complètent le cinq de départ. Le sixième homme de l'effectif est Billy Cunningham. Philadelphie est alors l'une des meilleures équipes du XXe siècle.
À la demande de ses entraîneurs, le jeu de Wilt Chamberlain est devenu moins offensif. L'objectif est d'être champion quitte à ne pas finir meilleur marqueur. À la fin du mois de janvier, les Sixers affichent un bilan de 45 victoires pour 4 défaites. Wilt réussit à inscrire 58 points contre les Royals de Cincinnati mais s'essaie moins aux tirs avec seulement 14 tirs par rencontre en moyenne. Les Sixers de Philadelphie réalisent le meilleur bilan de l'histoire de la NBA avec 68 victoires et 13 défaites, soit 84 % de victoires.
Chamberlain est le troisième meilleur marqueur avec 24,1 points de moyenne, finit meilleur rebondeur du championnat avec 24,2 rebonds de moyenne et troisième meilleur passeurs avec 7,8 passes décisives par rencontre. Il gagne son deuxième titre de MVP. Philadelphie perd la première manche du premier tour des séries éliminatoires contre les Royals de Cincinnati. Les Sixers et Wilt Chamberlain répondent lors des trois matchs suivants, tous remportés par la franchise de Philadelphie.
L'équipe emmenée par Chamberlain rencontre les Celtics de Boston en finale de conférence Est. Lors du match 1 de la série, Wilt Chamberlain réussit un quadruple-double avec 24 points, 32 rebonds, 13 passes décisives et 12 contres. Hal Greer est également un des principaux artisans du succès 127 à 113 de Philadelphie. La deuxième rencontre termine par une nouvelle victoire des Sixers de Philadelphie sur le score de 107 à 102. Lors du match suivant, Chamberlain établit le nouveau record de rebonds en playoffs avec 41 rebonds. Les Sixers gagnent 115 à 104, et dominent alors la série 3 victoires à 0. Les Celtics de Boston montrent alors leur orgueil pour réduire le retard à deux victoires. Le match 5 se dispute à Philadelphie. Les Sixers, qui perdent de 16 points au deuxième quart temps, font une démonstration offensive en deuxième mi-temps avec 75 points. Wilt domine avec 29 points, 36 rebonds et 13 passes décisives. Chamberlain réussit enfin à battre les Celtics de Boston de son rival Bill Russell.
L'adversaire des Sixers de Philadelphie est l'ancienne franchise de Wilt Chamberlain, les Warriors de San Francisco. Wilt et Philadelphie remportent le match 1 à domicile sur le score de 141 à 135 après prolongations. La défense des Sixers est mise en avant lors de la deuxième manche remporté 126 à 95. Chamberlain prend 38 rebonds mais ne réussit que 2 des 17 lancers francs tentés. San Francisco gagne la rencontre suivante grâce aux 55 points de Rick Barry et revient à 2 victoires à 1. Les 76ers gagnent 122 à 108 le match 4 pendant lequel Wilt Chamberlain s'écroule. San Francisco repousse l'échéance mais Philadelphie remporte finalement le titre de champion NBA lors du sixième match. Wilt Chamberlain marque 24 points et prend 23 rebonds. Longtemps connu comme un perdant, Chamberlain met fin à cette réputation avec ce premier titre NBA.

##### Dernière saison mouvementée à Philadelphie (1967-1968)
En juillet 1967, Wilt Chamberlain rejoint la tournée d'été des Harlem Globetrotters en Europe. Joueur le plus payé de NBA, champion en titre et meilleur scoreur de l'histoire de la NBA, Chamberlain est au sommet. Il doit alors négocier un nouveau contrat avec Irv Kosloff, le propriétaire des Sixers de Philadelphie. Proche d'Ike Richman, précédent propriétaire de la franchise décédé en 1965, Chamberlain souhaite détenir 25 % de la franchise. Kosloff n'est pas d'accord. Ce dernier a signé un contrat secret d'un an avec Chamberlain en remplacement de son contrat de trois ans signé pendant l'été 1965. À la mi-octobre, Wilt Chamberlain signe un contrat de 250 000 $, le plus haut salaire pour un athlète tout sport confondu.
À 31 ans, Chamberlain commence à parler des douleurs et légères blessures dues aux nombreuses rencontres jouées dans sa carrière. Il inscrit tout de même 68 points au milieu du mois de décembre, et termine troisième meilleur marqueur du championnat avec 24,3 points par match. Chamberlain domine le championnat en termes de rebonds, de passes décisives et d'efficacité aux tirs. Il est le premier et seul joueur de l'histoire à réussir cette performance. De plus, Chamberlain est le premier pivot à terminer meilleur passeur de la NBA. Le 23 février 1968, Wilt devient le premier joueur de l'histoire à marquer 25 000 points. Le 2 février 1968, lors d'un match opposant son équipe de Philadelphie aux Pistons de Détroit, il inscrit 21 points, 25 rebonds et 21 passes décisives, soit le premier double-triple-double de l'histoire,.
Les playoffs commencent contre les Knickerbockers de New York mené par Willis Reed. Malgré les nombreuses blessures, Philadelphie passe le tour en six rencontres, Chamberlain réussissant une solide dernière performance avec 25 points et 27 rebonds, malgré certaines faiblesses relatées par la presse. Les Sixers doivent alors affronter les Celtics de Boston en finale de conférence. Le décès de Martin Luther King la veille du début de la série met un doute sur la tenue de la rencontre. Les joueurs font un vote pour jouer ou non, et même si Wilt Chamberlain n'est pas favorable à jouer, son équipe décide de disputer la rencontre. Chamberlain reçoit son trophée de MVP mais pense peu au basket-ball, son équipe perd contre les Celtics.
Après l'échec en playoffs, l'entraîneur Alex Hannum annonce son départ de la franchise de Philadelphie pour retourner s'occuper de sa famille sur la côte Ouest du pays. Le propriétaire des Sixers Irv Kosloff n'imagine pas Chamberlain comme entraîneur-joueur malgré ses envies et souhaite un entraîneur d'expérience. Wilt Chamberlain demande une augmentation de salaire de 250 000 $ et un contrat de trois ans. Après un mois de négociation, il parait clair que Chamberlain ne souhaite pas continuer à Philadelphie. Son envie est de partir sur la côte Ouest. Le 9 juillet 1968, Wilt Chamberlain prend la direction des Lakers de Los Angeles contre Archie Clark, Darrall Imhoff et Jerry Chambers.

#### Fin de carrière avec les Lakers de Los Angeles

##### Intégration difficile à L.A. (1968-1969)

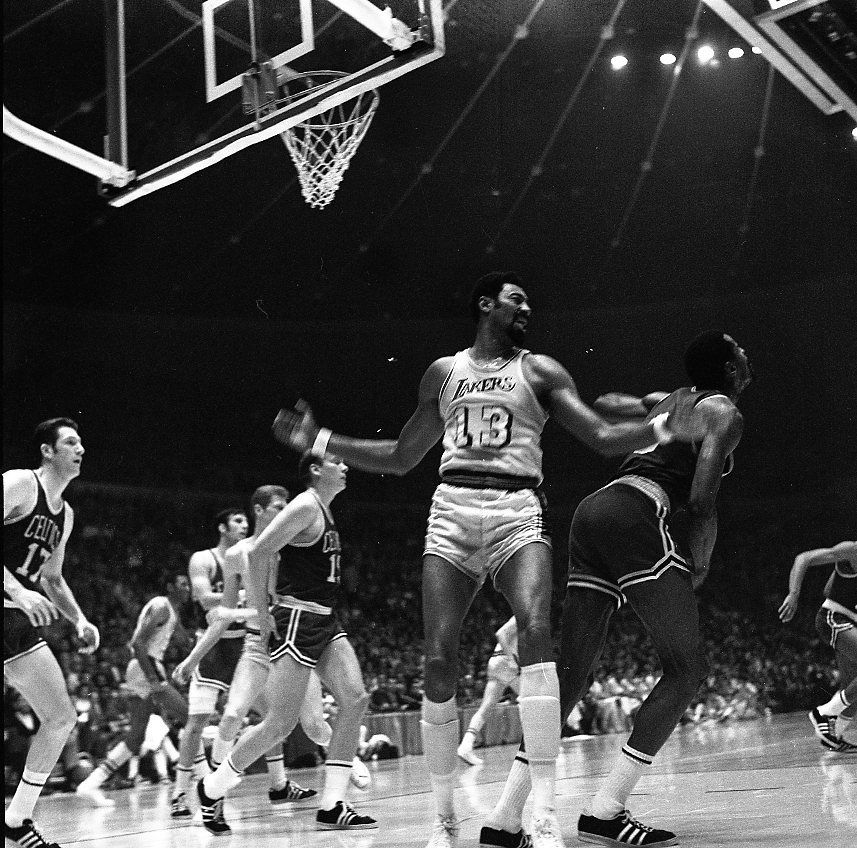
Chamberlain face aux Celtics de Bill Russell, lors des Finales NBA 1969. Les Lakers s'inclinent par quatre défaites contre trois victoires.

Wilt Chamberlain rejoint les Lakers de Los Angeles où Elgin Baylor et Jerry West sont les meilleurs joueurs. L'arrivée de Chamberlain permet à l'entraîneur Butch van Breda Kolff de disposer de trois des cinq meilleurs joueurs du championnat. Arrivé l'année précédente, van Breda Kolff a fait évoluer l'équipe d'un bilan négatif à 52 victoires pour 30 défaites.
L'ouverture de la saison le 18 octobre 1968 contre son ancien club, les Sixers de Philadelphie, se passe très mal pour Chamberlain. Il est même remplacé à deux reprises pendant le quatrième quart-temps alors que les Lakers sont menés de 30 points. Sans Chamberlain, LA diminue son retard mais s'incline 114 à 96. La série noire continue pour Wilt qui perd son père, William Chamberlain, le 31 octobre 1968. Los Angeles remporte de nombreux matchs mais van Breda Kolff est mécontent de Chamberlain et lui demande de poser plus d'écrans pour Baylor. L'entraîneur et le joueur se disputent dans la presse.
Parfois encensé pour ses performances défensives, Chamberlain est également critiqué pour certaines performances offensives décevantes. Le pivot vedette des Lakers répond à ses critiques par deux performances exceptionnelle de 60 points puis 66 points à la fin du mois de janvier et mi-février. Il bat à cette occasion le record de points inscrit au Forum. L'affluence ravit le propriétaire de la franchise Jack Kent Cooke. Ce dernier protège Wilt Chamberlain et l'aide à passer ces moments difficiles.
Après avoir été 10 minutes sur le banc lors d'une défaite à Baltimore, Wilt Chamberlain prend les choses en main. Il mène les Lakers lors d'une victoire contre les Celtics en prenant 42 rebonds. Il enchaîne avec 25 points et 38 rebonds contre Baltimore, ne laissant que 8 rebonds à son adversaire, le pivot vedette Wes Unseld. Enfin, il clôt cette superbe série par un triple-double de 36 points sans échec au tir, 26 rebonds et 11 contres. Son entraîneur le félicite, Wilt Chamberlain est alors intégré à son équipe.
Les playoffs commencent par deux défaites contre les Warriors de San Francisco avant de remporter quatre matchs de suite. Qualifiés, les Lakers remportent ensuite le titre de champion de division Ouest après une série victorieuse contre Atlanta. Les finales NBA opposent les rivaux des Celtics aux Lakers. West prouve son talent dès la première rencontre, inscrivant 53 points, reléguant Chamberlain au deuxième plan. Los Angeles gagne la deuxième rencontre à domicile et mène 2 à 0. Les Celtics reviennent au score malgré les 16 points et 28 rebonds de Chamberlain, puis égalisent à la suite d'un tir victorieux de Sam Jones. Lors de la cinquième rencontre, Chamberlain domine nettement Russell avec 31 rebonds contre 13. Cette performance permet aux Lakers de l'emporter 117 à 104. À nouveau, les Celtics reviennent au score malgré les 30 points de Wilt. Avant le septième match, Cooke prépare des ballons pour la victoire, motivant les Celtics qui n'ont alors jamais perdu de match décisif. Jerry West inscrit 42 points, un record NBA, et devient MVP des finales. Cependant, les Celtics dominent la rencontre 105 à 102, le 11e titre en treize saisons. Chamberlain marque 18 points, prend 27 rebonds avant de se blesser à cinq minutes du terme de la rencontre.

##### De retour de blessure jusqu'en finales NBA (1969-1970)
Butch van Breda Kolff annonce son retrait après la défaite des Lakers en finale 1969. Il est remplacé par Joe Mullaney, ancien entraîneur du Providence College. Le début de la saison de Chamberlain est marqué par une grave blessure au genou droit. Après une opération réussie des docteurs Robert Kerlan et Franck Jobe. Wilt Chamberlain est forcé à un repos de 13 semaines. Il se rééduque par du volley-ball sur le sable et commence à border un bandeau autour de la tête.
Au début du mois de mars, Wilt Chamberlain reprend l'entraînement avec son équipe. De retour sur le terrain le 18 mars 1970, Chamberlain inscrit 15 points et prend 9 rebonds en 23 minutes contre les Celtics de Boston. Sans Wilt, Los Angeles termine la saison régulière deuxième à l'Ouest. Au premier tour des playoffs, les Lakers sont dominés par les Suns de Phoenix trois matchs à un. Cependant, L.A. revient en forme au meilleur moment et remporte les trois matchs suivants. L'équipe enchaîne même par quatre victoires supplémentaires pour éliminer les Hawks d'Atlanta. Chamberlain est dominant avec 21 points et 20 rebonds de moyenne.
Les Knickerbockers de New York sont l'adversaire en finale contre les Lakers. New York remporte la première rencontre malgré les 24 rebonds de Chamberlain qui est décrié pour son manque de vitesse. Après avoir visionné la première rencontre, Wilt Chamberlain domine Willis Reed et mène les Lakers à la victoire 105 à 103. Wilt bloque un tir décisif de Reed dans la dernière minute du match et domine à nouveau avec 24 rebonds.

##### Duel avec Jabbar et série historique (1970-1972)

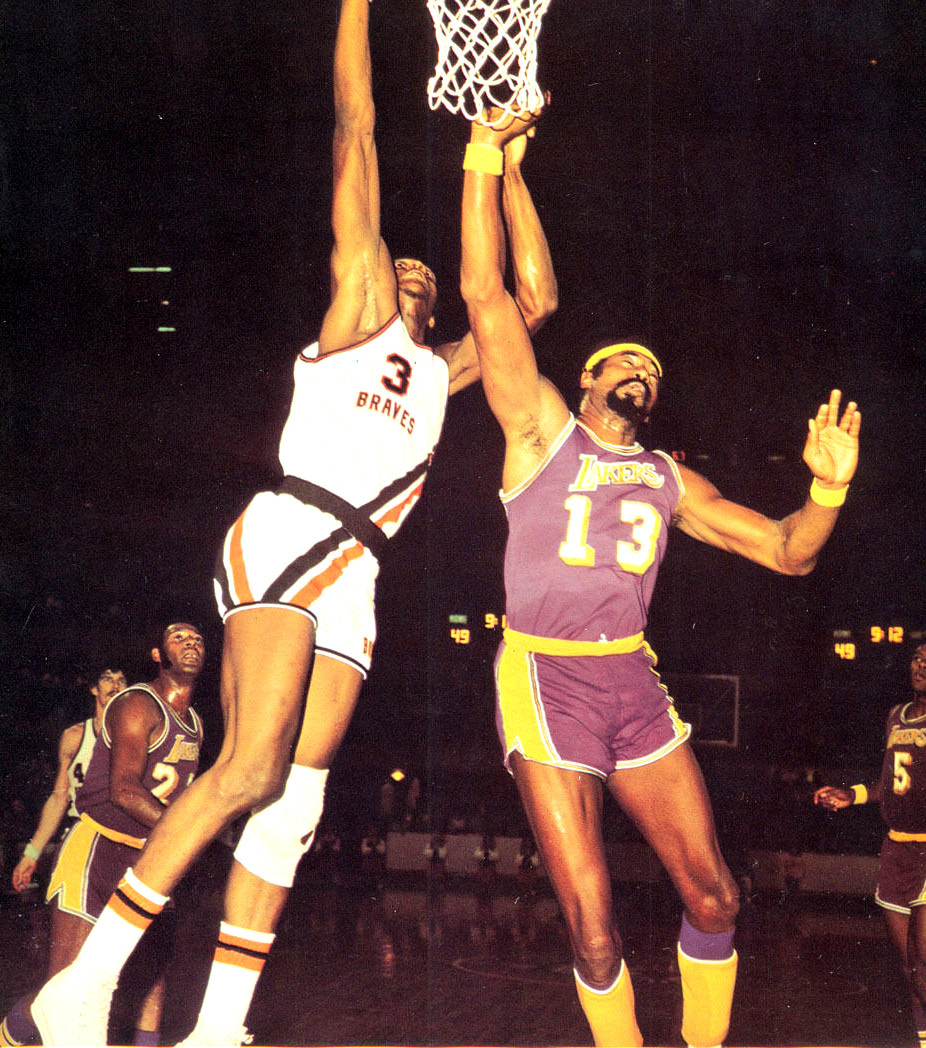
Chamberlain (à droite) et Elmore Smith lors d'une rencontre entre les Lakers et les Braves de Buffalo en 1971.

Meilleur rebondeur du championnat lors de la saison 1970-1971, Wilt Chamberlain est une pièce majeure des Lakers de Los Angeles l'année suivante. Il est le seul à jouer dans tous les matchs des Lakers en saison régulière. Arrivés en finale de conférence, Wilt Chamberlain et les Lakers sont opposés au meilleur marqueur de la saison, Kareem Abdul-Jabbar, et son équipe, les Bucks de Milwaukee.
Lors du premier duel, Abdul-Jabbar domine Wilt. Milwaukee l'emporte 106 à 85. Chamberlain se reprend lors du match suivant en dominant aux rebonds et en points. Malgré Wilt, L.A. perd et est mené 2 à 0. Lors de la troisième rencontre, les absences d'Elgin Baylor, Jerry West et Keith Erickson sont compensées par les 24 points et 24 rebonds de Chamberlain qui mène son équipe à la victoire. Ce dernier perd une grande bataille pendant le match suivant de son duel avec Jabbar. Dominé, il laisse le joueur de Bucks inscrire 17 points lors du dernier quart temps et doit s'incliner. La cinquième rencontre est à sens unique, Milwaukee s'impose 116 à 98 et file vers son premier titre NBA.
Bill Sharman devient entraîneur des Lakers l'année suivante. Jerry West est temporairement blessé en début de saison alors qu'Elgin Baylor annonce sa retraite après un retour impossible à la suite d'une blessure au tendon d'Achille. Wilt Chamberlain devient le nouveau capitaine des Lakers de Los Angeles. Le pivot vedette connait un renouveau. Il est à la base d'un jeu de contre-attaque efficace. Fin novembre, il met 31 points et 31 rebonds contre les Pistons de Détroit.
Contre les Suns de Phoenix, les Lakers égalent le record de succès consécutifs en NBA après une 20e victoire de rang, cette fois-ci en prolongation. Chamberlain et les Lakers battent ce record deux jours plus tard avec la 21e victoire de suite en dominant les Hawks d'Atlanta. Wilt Chamberlain réalise une performance de haut niveau contre les 76ers de Philadelphie pour une victoire 154 à 132. Le triple-double de Chamberlain avec 32 points, 34 rebonds et 12 contres, offre une 25e victoire de rang pour L.A..
Los Angeles défait les Braves de Buffalo 117 à 103 le 21 décembre pour égaler le record de victoires consécutives dans les sport professionnel américain avec 26 succès de rang. La nuit suivante, les Lakers battent les Bullets de Baltimore sur le score de 127 à 120 pour battre le record. La série d'invincibilité continue jusqu'au 9 janvier 1972 lors de la défaite contre les Bucks de Milwaukee 120 à 104. Jabbar réalise un triple-double alors que Chamberlain n'inscrit que 15 points.
Avec 33 victoires consécutives, l'équipe des Lakers de Los Angeles 1971-1972 reste dans l'histoire de la NBA comme l'une des équipes les plus mémorables.

##### Partir sur un dernier titre (1971-1972)

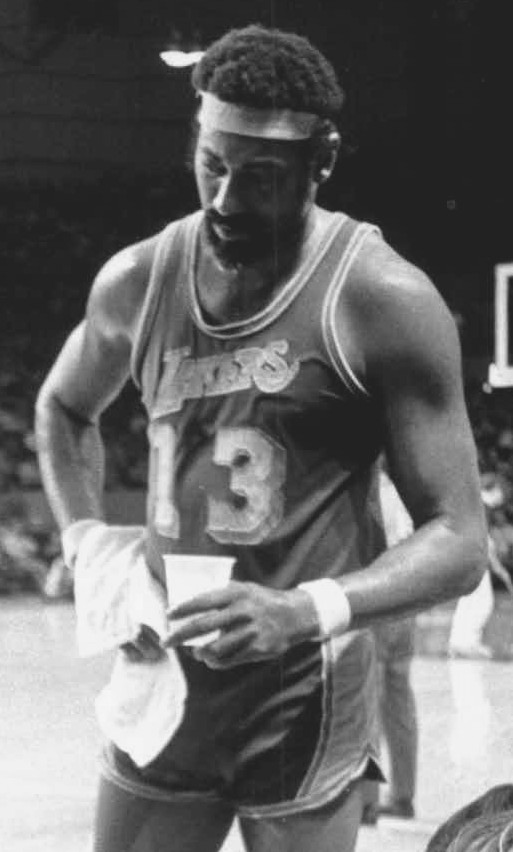
Wilt Chamberlain en 1972, l'année de sa retraite professionnelle.

Loin de réaliser les mêmes performances que celles réalisées plus jeune, Wilt Chamberlain continue à battre des records. Lors de cette saison 1971-1972, il établit un nouveau nombre de rebonds en carrière devant son rival Bill Russell. En février, il est le premier à inscrire son 30 000e point en carrière. Sélectionné pour le All-Star Game, Chamberlain commence la rencontre sur le banc. Il est ensuite touché par des blessures et joue le mois de mars avec un os cassé dans la main droite. S'il joue de moins en moins, Wilt Chamberlain reste celui qui prend le plus de rebonds pour son équipe. Lors de cette saison régulière, sa moyenne de points diminue à 14,8 unités par match.
Le début des playoffs 1972 des Lakers est impressionnant avec une victoire sans revers contre les Bulls de Chicago. Les Lakers ont alors l'occasion de prendre leur revanche en finale de conférence. La première rencontre est à sens unique pour les Bucks de Milwaukee, qui s'imposent sur un score de 93 à 72. Les 26 rebonds de Chamberlain sont le seul point positif pour les Lakers. L.A. domine les deux rencontres suivantes, Wilt bloquant 10 tirs lors du match 3. Avec un huit sur huit aux lancers francs, Chamberlain participe à l'avantage des Lakers. L'équipe de Los Angeles se qualifie pour les finales NBA après avoir été mené de dix points au début du dernier quart temps du match 6. Wilt Chamberlain joue toute la partie, marquant 22 points prenant 24 rebonds et contrant 9 tirs.
Les Lakers de Los Angeles ont l'avantage du terrain en finales NBA contre les Knicks de New York. Les joueurs new-yorkais prennent les devant en remportant le premier match. Wilt Chamberlain s'active offensivement dans la deuxième rencontre pour poser des problèmes de fautes à Jerry Lucas. Revenu au score, les Lakers enchaînent à New York grâce aux 26 points et 20 rebonds de Chamberlain. Ils continuent en battant en prolongation les Knickerbockers sur le score de 116 à 111. Après avoir joué 53 minutes, Wilt Chamberlain est fatigué et s'est blessé au poignet droit,. Les médecins doutent qu'il puisse jouer le cinquième match. Chamberlain est la star de cette rencontre avec 24 points, 29 rebonds et 10 contres. Les Lakers gagnent un nouveau titre NBA en battant New York 114 à 100. Wilt Chamberlain remporte par la même occasion le titre de MVP des finales.

### Carrière d'entraîneur
En 1973, il devient entraîneur en ABA avec les Conquistadors de San Diego pour un bilan de 37 victoires contre 47 défaites en saison régulière, avant d'être éliminé en demi-finale de conférence ouest par les Stars de l'Utah.

## Vie privée
Joueur débonnaire à la légendaire bonne humeur et fair-play (il n'a jamais été éliminé pour 6 fautes, et ceci en 1 045 matchs), il était aussi réputé comme bon vivant, souvent en retard aux entraînements. Il a déclaré avoir séduit plus de 20 000 femmes, soit une par jour à partir de l'âge de 8 ans. Célibataire, sans enfants (officiels), il décède seul dans son immense propriété de Bel Air d'un arrêt cardiaque le 12 octobre 1999 à l'âge de 63 ans,. Le président des États-Unis Bill Clinton déclare alors : « Nous devons tous avoir une prière pour cette figure du siècle ».
Passionné des courses de chevaux et paris liés aux courses, Wilt Chamberlain achète son premier cheval de course nommé Spooky Cadet en août 1959, peu avant son entrée en NBA. Âgé de trois ans, Spooky Cadet a pour couleurs l'orange et le noir, celles de l'équipe du lycée d'Overbrook.

## Profil de jeu
Wilt Chamberlain domine comme personne la ligue à son époque, cumulant les principales qualités des pivots modernes, des ingrédients rares à l'époque. Il mesure 2,16 m, pèse 125 kg, et pour un joueur de sa taille il est athlétique. Sa puissance physique lui vaut de multiples surnoms dont notamment « Goliath »,. Souple, il court également très vite. La domination de Wilt Chamberlain ébranle le championnat, obligeant les franchises adverses à s'adapter à son style de jeu et à lui opposer des joueurs de grande taille. Après plusieurs années de domination individuelle, Wilt Chamberlain change son style de jeu lors de la saison NBA 1963-1964 pour devenir de plus en plus collectif. Il utilise son avantage physique pour l'équipe et pas seulement pour marquer.
Chamberlain popularise le dunk, geste qui consiste à claquer le ballon dans le cercle, et développe la technique du finger roll. Il maîtrise également la technique dite du bras roulé. Sa seule faiblesse est les lancers francs, dont sa réussite en carrière est de seulement 51 %.
Le problème est que malgré son talent, Chamberlain est trop seul au début de sa carrière et en plus manque d'altruisme à l'égard de ses coéquipiers. La présence d'une équipe des Celtics de Boston à son apogée ne lui permet pas de remporter autant de titres que son grand rival Bill Russell.

## Postérité
« La plus grande construction athlétique jamais formée de chair et de sang. » Frank Deford

### Records
Wilt Chamberlain détient 71 records en NBA. Les plus célèbres sont le record de points dans un match (de NBA) avec 100 points le 2 mars 1962 contre les Knicks de New York, ou sa moyenne de points sur la saison 1961-1962 avec 50,4 points par match (4 025 points au total sur cette saison). Il détient par ailleurs les quatre meilleures moyennes de l'histoire avec 44,8 puis 38,9 et 38,4 ; Le suivant étant Elgin Baylor avec 38,3 points de moyenne, réalisé en 1961-1962, la même année que le record de Chamberlain.
On pourrait également citer : 60 points à 32 reprises, plus de 50 points à 118 reprises, il marque 40 points à 271 reprises, il est détenteur du record de rebonds sur un match avec 55 prises. À sa retraite, il est le meilleur marqueur de l'histoire avec 31 419 points en 1 045 matchs, ce record a depuis été battu par Kareem Abdul-Jabbar, Karl Malone, Michael Jordan, Kobe Bryant, Dirk Nowitzki et LeBron James. Seul Jordan le bat pour la moyenne de points par match en carrière : 30,06 contre 30,12 pour Jordan.

### Impact culturel
En dehors du basket, il a également tourné dans Conan le Destructeur (Conan the Destroyer) aux côtés d'Arnold Schwarzenegger.
Le 18 mars 1991, les Sixers de Philadelphie retirent le numéro 13 en hommage à Wilt Chamberlain devant les 18 168 spectateurs présents dans l'enceinte de sa ville natale.
L'exploit d'inscrire 100 points en une rencontre est resté comme l'une des plus grandes performances du sport américain. Le 28 avril 2000, le ballon avec lequel Wilt Chamberlain a inscrit ses 99e et 100e points est vendu pour 551 844 dollars. L'enregistrement radio de la rencontre est conservé au registre national américain comme une œuvre historique. 
Après qu'il a exprimé sa préférence pour les femmes blanches, l'artiste afro-américaine Faith Ringgold réalise dans les années 1970 un triptyque de poupées grandeur nature représentant Wilt Chamberlain, une femme blanche nommée Willa et leur enfant métis imaginaire Wiltina, les trois avec une tête en forme de noix de coco pour tourner en dérision les propos du basketteur. L’œuvre est exposée à la National Portrait Gallery à Washington.
En 2014, une série de timbres rendant hommage à Wilt Chamberlain est éditée à plusieurs millions d'exemplaires.

## Palmarès
- 2 × Champion NBA en 1967 avec les 76ers de Philadelphie et en 1972 avec Lakers de Los Angeles.
- 4 × Finales NBA contre les Celtics de Boston en 1964 avec les San Francisco Warriors, contre les Celtics de Boston en 1969, contre les Knicks de New York en 1970 et en 1973 avec les Lakers de Los Angeles.
- 1 × NBA Finals Most Valuable Player Award en 1972.
- 4 × NBA Most Valuable Player en 1960, 1966, 1967 et 1968.
- 7 × All-NBA First Team en 1960, 1961, 1962, 1964, 1966, 1967 et 1968.
- 2 × All-NBA Second Team en 1963 et 1965.
- 2 × NBA All-Defensive First Team en 1972 et 1973.
- 13 × Sélectionné aux NBA All-Star Game de 1960 à 1969 et 1971 à 1973.
- 1 × NBA All-Star Game Most Valuable Player Award en 1960.
- 1 × NBA Rookie of the Year en 1960.
- Meilleur rebondeur de l'histoire de la NBA avec 23924 rebonds.
- Meilleure moyenne de rebonds par match de l'histoire de la NBA avec 22,9 rebonds.
- 7 × Meilleur marqueur NBA de 1960 à 1966.
- 11 × Meilleur rebondeur NBA de 1960 à 1963, 1966 à 1969 et 1971 à 1973.
- 1 x Meilleur passeur NBA en 1968.
- 2e au classement des meilleurs joueurs de tous les temps par Slam (magazine) en 2003.
- 2e au classement des meilleurs joueurs de tous les temps par Slam (magazine) en 2010.
- Sélectionné parmi les Meilleurs joueurs du cinquantenaire de la NBA en 1996[117].
- Sélectionné pour le 35th Anniversary All-Time Team.
- Élu au Naismith Memorial Hall of Fame en 1979.
- Son maillot, le no 13 a été retiré par les Lakers de Los Angeles, les Warriors de Golden State, les 76ers de Philadelphie, les Harlem Globetrotters ainsi que par son université les Kansas Jayhawks.
- Les 76ers de Philadelphie de 1966-1967, dont il est le capitaine, sont sélectionnés par la NBA dans le Top 10 des équipes de l'histoire en 1996.

## Statistiques
| MVP de la saison | Champion NBA | Titre MVP des finales NBA | Meilleur joueur de cette catégorie statistique de la saison | Recrue/rookie de la saison | Record NBA |

### Joueur

#### Saison régulière
Le tableau suivant présente les statistiques individuelles de Wilt Chamberlain pendant sa carrière professionnelle en saison régulière.
| Saison         | Franchise      | MJ    | Min. | Pts    | PPM  | PR     | PT     | %PR    | LfR   | LfT    | %LfR   | TRB    | RPM  | Pd    | APM | FP    |
| -------------- | -------------- | ----- | ---- | ------ | ---- | ------ | ------ | ------ | ----- | ------ | ------ | ------ | ---- | ----- | --- | ----- |
| 1959-1960      | Philadelphie   | 72    | 46,4 | 2 707  | 37,6 | 1 065  | 2 311  | 46,1 % | 577   | 991    | 58,2 % | 1 941  | 27,0 | 168   | 2,3 | 150   |
| 1960-1961      | Philadelphie   | 79    | 47,8 | 3 033  | 38,4 | 1 251  | 2 457  | 50,9 % | 531   | 1 054  | 50,4 % | 2 149  | 27,2 | 148   | 1,9 | 130   |
| 1961-1962      | Philadelphie   | 80    | 48,5 | 4 029  | 50,4 | 1 597  | 3 159  | 50,6 % | 835   | 1 363  | 61,3 % | 2 052  | 25,7 | 192   | 2,4 | 123   |
| 1962-1963      | San Francisco  | 80    | 47,6 | 3 586  | 44,8 | 1 463  | 2 770  | 52,8 % | 660   | 1 113  | 59,3 % | 1 946  | 24,3 | 275   | 3,4 | 136   |
| 1963-1964      | San Francisco  | 80    | 46,1 | 2 948  | 36,9 | 1 204  | 2 298  | 52,4 % | 540   | 1 016  | 53,1 % | 1 787  | 22,3 | 403   | 5,0 | 182   |
| 1964-1965      | San Francisco  | 38    | 45,9 | 1 480  | 38,9 | 636    | 1 275  | 49,9 % | 208   | 500    | 41,6 % | 893    | 23,5 | 117   | 3,1 | 76    |
| 1964-1965      | Philadelphie   | 35    | 44,5 | 1 054  | 30,1 | 427    | 808    | 52,8 % | 200   | 380    | 52,6 % | 780    | 22,3 | 133   | 3,8 | 70    |
| 1964-1965      | Total          | 73    | 45,2 | 2 534  | 34,7 | 1 063  | 2 083  | 51,0 % | 408   | 880    | 46,3 % | 1 673  | 22,9 | 250   | 3,4 | 146   |
| 1965-1966      | Philadelphie   | 79    | 47,3 | 2 649  | 33,5 | 1 074  | 1 990  | 54,0 % | 501   | 976    | 51,3 % | 1 943  | 24,6 | 414   | 5,2 | 171   |
| 1966-1967      | Philadelphie   | 81    | 45,5 | 1 956  | 24,1 | 785    | 1 150  | 68,3 % | 386   | 875    | 44,1 % | 1 957  | 24,2 | 630   | 7,8 | 143   |
| 1967-1968      | Philadelphie   | 82    | 46,8 | 1 992  | 24,3 | 819    | 1 377  | 59,5 % | 354   | 932    | 38 %   | 1 952  | 23,8 | 702   | 8,6 | 160   |
| 1968-1969      | L.A. Lakers    | 81    | 45,3 | 1 664  | 20,5 | 641    | 1 099  | 58,3 % | 382   | 857    | 44,6 % | 1 712  | 21,1 | 366   | 4,5 | 142   |
| 1969-1970      | L.A. Lakers    | 12    | 42,1 | 328    | 27,3 | 129    | 227    | 56,8 % | 70    | 157    | 44,6 % | 221    | 18,4 | 49    | 4,1 | 31    |
| 1970-1971      | L.A. Lakers    | 82    | 44,3 | 1 696  | 20,7 | 668    | 1 226  | 54,5 % | 360   | 669    | 53,8 % | 1 493  | 18,2 | 352   | 4,3 | 174   |
| 1971-1972      | L.A. Lakers    | 82    | 42,3 | 1 213  | 14,8 | 496    | 764    | 64,9 % | 221   | 524    | 42,2 % | 1 572  | 19,2 | 329   | 4,0 | 196   |
| 1972-1973      | L.A. Lakers    | 82    | 40,2 | 1 084  | 13,2 | 426    | 586    | 72,7 % | 232   | 455    | 51 %   | 1 526  | 18,6 | 365   | 4,5 | 191   |
| Total carrière | Total carrière | 1 045 | 45,8 | 31 419 | 30,1 | 12 681 | 23 497 | 54 %   | 6 057 | 11 862 | 51,1 % | 23 924 | 22,9 | 4 643 | 4,4 | 2 075 |

#### Playoffs
Le tableau suivant présente les statistiques individuelles de Wilt Chamberlain pendant sa carrière professionnelle en playoffs.
| Playoffs       | Franchise      | MJ  | Min. | Pts   | PPM  | PR    | PT    | %PR    | LfR | LfT   | %LfR   | RPM  | APM | FP  |
| -------------- | -------------- | --- | ---- | ----- | ---- | ----- | ----- | ------ | --- | ----- | ------ | ---- | --- | --- |
| 1960           | Philadelphie   | 9   | 46,1 | 299   | 33,2 | 125   | 252   | 49,6 % | 49  | 110   | 44,5 % | 25,8 | 2,1 | 17  |
| 1961           | Philadelphie   | 3   | 48,0 | 111   | 37,0 | 45    | 96    | 46,9 % | 21  | 38    | 55,3 % | 23,0 | 2,0 | 10  |
| 1962           | Philadelphie   | 12  | 48,0 | 420   | 35,0 | 162   | 347   | 54,3 % | 96  | 151   | 47,5 % | 26,6 | 3,1 | 27  |
| 1964           | San Francisco  | 12  | 46,5 | 416   | 34,7 | 175   | 322   | 53,0 % | 66  | 139   | 55,9 % | 25,2 | 3,3 | 27  |
| 1965           | Philadelphie   | 11  | 48,7 | 322   | 29,3 | 123   | 232   | 50,9 % | 79  | 136   | 41,2 % | 27,2 | 4,4 | 29  |
| 1966           | Philadelphie   | 5   | 48,0 | 140   | 28,0 | 56    | 110   | 50,9 % | 28  | 68    | 41,2 % | 30,2 | 3,0 | 10  |
| 1967           | Philadelphie   | 15  | 47,9 | 326   | 21,7 | 132   | 228   | 57,9 % | 62  | 160   | 38,8 % | 29,1 | 9,0 | 37  |
| 1968           | Philadelphie   | 13  | 48,5 | 308   | 23,7 | 124   | 232   | 53,4 % | 60  | 158   | 38,0 % | 24,7 | 6,5 | 29  |
| 1969           | L.A. Lakers    | 18  | 46,2 | 250   | 13,9 | 96    | 176   | 54,5 % | 58  | 148   | 39,2 % | 24,7 | 2,6 | 46  |
| 1970           | L.A. Lakers    | 18  | 47,3 | 398   | 22,1 | 158   | 288   | 54,9 % | 82  | 202   | 40,6 % | 22,2 | 4,5 | 42  |
| 1971           | L.A. Lakers    | 12  | 46,2 | 220   | 18,3 | 85    | 187   | 45,5 % | 50  | 97    | 51,5 % | 20,2 | 4,4 | 33  |
| 1972           | L.A. Lakers    | 15  | 46,9 | 220   | 14,7 | 80    | 142   | 56,3 % | 60  | 122   | 49,2 % | 21,0 | 3,3 | 47  |
| 1973           | L.A. Lakers    | 17  | 47,1 | 177   | 10,4 | 64    | 116   | 55,2 % | 49  | 98    | 50,0 % | 22,5 | 3,5 | 48  |
| Total carrière | Total carrière | 160 | 47,2 | 3 607 | 22,5 | 1 425 | 2 728 | 52,2 % | 757 | 1 627 | 46,5 % | 24,5 | 4,2 | 402 |

### Records sur une rencontre
Les records personnels de Wilt Chamberlain en NBA sont les suivants :
| Record de la franchise | Records NBA | Statistiques non-officielles * |

| Type de statistique    | Saison régulière | Saison régulière      | Saison régulière | Playoffs | Playoffs              | Playoffs      |
| Type de statistique    | Record           | Adversaire            | Date             | Record   | Adversaire            | Date          |
| ---------------------- | ---------------- | --------------------- | ---------------- | -------- | --------------------- | ------------- |
| Points                 | 100              | Knicks de New York    | 2 mars 1962      | 56       | Nationals de Syracuse | 22 mars 1962  |
| Paniers marqués        | 36               | Knicks de New York    | 2 mars 1962      | 24       | Nationals de Syracuse | 14 mars 1960  |
| Paniers tentés         | 63               | Knicks de New York    | 2 mars 1962      | 48       | Nationals de Syracuse | 22 mars 1962  |
| Lancers francs réussis | 28               | Knicks de New York    | 2 mars 1962      | 12       | 3 fois                | 3 fois        |
| Lancers francs tentés  | 34               | Hawks de Saint-Louis  | 22 février 1962  | 25       | Celtics de Boston     | 12 avril 1966 |
| Rebonds totaux         | 55               | Celtics de Boston     | 24 novembre 1960 | 41       | Royals de Cincinnati  | 5 mars 1967   |
| Passes décisives       | 21               | Pistons de Détroit    | 2 février 1968   | 19       | Celtics de Boston     | 24 mars 1967  |
| Interceptions          | 11*              | Lakers de Los Angeles | 18 mars 1968     | -        | -                     | -             |
| Contres                | 24*              | Lakers de Los Angeles | 18 mars 1968     | -        | -                     | -             |
| Minutes jouées         | 63               | 2 fois                | 2 fois           | 58       | Knicks de New York    | 27 mars 1968  |

* À l'époque, les interceptions et les contres n'étaient pas comptabilisés (ils le seront à partir de 1973 à la retraite de Wilt). Cependant selon une étude, lors d'un match contre les Lakers de Los Angeles le 18 mars 1968, remportés 158 à 128, il aurait réalisé (en plus d'un triple-double de 53 points, 32 rebonds et 14 passes décisives) 11 interceptions et 24 contres. Cela voudrait dire qu'il aurait, en plus d'avoir réalisé le plus grand nombre de contres et d'interceptions en 1 match, détenu le tout premier Quintuple-double de l'histoire de la NBA. Cependant, cela ne pourra jamais être officialisé.
- Double-double : 865 (dont 134 en playoffs, 136 Triple-double-double et 8 Quadruple-double-double)
- Triple-double : 78 (dont 9 en playoffs et un Double Triple-double)

### Entraîneur
| Équipe             | Année     | Saison régulière | Saison régulière | Saison régulière | Saison régulière        | Séries éliminatoires | Séries éliminatoires | Séries éliminatoires | Séries éliminatoires                                      |
| Équipe             | Année     | Victoires        | Défaites         | % victoire       | Classement              | Victoires            | Défaites             | % victoire           | Résultat                                                  |
| ------------------ | --------- | ---------------- | ---------------- | ---------------- | ----------------------- | -------------------- | -------------------- | -------------------- | --------------------------------------------------------- |
| Sails de San Diego | 1973-1974 | 37               | 47               | 44,0             | 4e de la division Ouest | 2                    | 4                    | 33,3                 | Défaite contre les Utah Stars en demi-finale de division. |

## Pour approfondir